# Гансу
Гансу (кин: 甘肅, Gānsù) је провинција (од 1911) у северном делу средишње Кине површине 425.800 км². Број становника преко 25 милиона. На крајњем северу се граничи са Монголијом. Аутономне области Унутрашња Монголија на североистоку, Нингсја и покрајина Шенси на истоку, покрајине Сичуан и Ћингхај јужно и југозападно и Аутономна област Синкјанг западно. Главни град покрајине Гансу је Ланџоу; већи градови Јумен, Јинсинг, Линсја, Тјаншуј и Пинглијанг. Налази се на важном коридору - стари Пут свиле између источне Кине и средње Азије. Дуж северне границе су остаци западног дела Кинеског зида.

## Географија
У рељефу превладавају полупусти лесни платои и котлине. Већи део територије је изнад 1.000 м. надморске висине. У јужном делу планине Ћиљен шан, на северу степе и пустиње. Средишњим делом протиче Хуангхе река. Источни део провинције је главно кинеско трусно подручје ( 1920. г. у земљотресу погинуло 200.000 људи). Становништво углавном концентрисано у плодној равници Ланџоуа. Пољопривреда на терасама и у наводњаваним подручјима; узгој пшенице, јечма, проса, пасуља, слатког кромпира, памука и дувана. Лежиште нафте, угља, бакра, железне руде. Једна од сиромашнијих кинеских провинција.

## Клима
Гансу има по Кепеновој класификацији суву климу - хладну степску (BSk) и хладну пустињску (BWk). Међутим, у неким областима због екстремне надморске висине, клима показује и субполарне одлике (Клима тајге Dwc) где се температура зими спушта и до -40  °C. Веома мала количина падавина углавном у летњим месецима. У западном делу годишња количина падавина се креће од 50-75 мм., док на истоку може пасти и до 500 мм.